# Inken Prohl
Inken Prohl (* 1965) ist eine deutsche Religionswissenschaftlerin und Japanologin. Seit 2006 lehrt sie als Professorin für Religionswissenschaft an der Ruprecht-Karls-Universität Heidelberg. Ihre Forschungsschwerpunkte sind u. a. die rezente Religionsgeschichte Deutschlands, Japans und der USA, Religion und Künstliche Intelligenz sowie Materiale Religion.

## Werdegang
Prohl studierte ab 1988 Japanologie und Religionswissenschaft an der Freien Universität Berlin sowie an der Keiō-Universität in Tokio. Im Jahr 1995 beendete sie ihr Studium und begann ihre Promotion am Institut für Religionswissenschaft an der Freien Universität Berlin. Von 1995 bis 1997 war Prohl als Stipendiatin des Deutschen Akademischen Austauschdienstes an der Universität Tokio und betrieb Feldforschung über moderne religiöse Organisationen und über das New Age in Japan. Die Promotion erfolgte 1999 mit der religionswissenschaftlichen Studie Die ‚spirituellen Intellektuellen‘ und das New Age in Japan. In ihrer Rezension der Arbeit schreibt Ulrike Wöhr: „Inken Prohl hat es sich […] zur Aufgabe gemacht, die Rede von der in der japanischen Tradition wurzelnden Harmonie, Naturverbundenheit, Ganzheitlichkeit und Ruhe im Selbst als ein romantisches Konstrukt zu entlarven, dessen Anfänge bei den Vätern der Religionswissenschaft zu suchen sind und das in den Schriften der sogenannten ‚spirituellen Intellektuellen‘ der japanischen Gegenwart seine bisher letzte und konsumfreundlichste Ausformung gefunden hat.“
Nach dem Abschluss des anschließenden Habilitationsverfahrens im Juni 2004 bekleidete sie die Vertretung des Lehrstuhls für Modernes Japan aus kulturwissenschaftlicher Perspektive an der Heinrich-Heine-Universität Düsseldorf. Von 2004 bis 2006 hatte Inken Prohl überdies die Stelle einer Oberassistentin am Lehrstuhl von Hartmut Zinser inne. Seit August 2006 lehrt sie als Professorin für Religionswissenschaft an der Ruprecht-Karls-Universität Heidelberg und ist Institutsleiterin des Instituts für Religionswissenschaft in Heidelberg.
Von 2008 bis 2011 gab sie mit Katja Rakow die zwischenzeitlich eingestellte Internetzeitschrift Transformierte Buddhismen heraus.

## Schriften (Auswahl)

### Monographien
- Zen für Dummies. Wiley-VCH, Weinheim 2010, ISBN 978-3-527-70501-6.
- Religiöse Innovationen. Die Shintō-Organisation World Mate in Japan. Reimer, Berlin 2006, ISBN 3-496-02794-0.
- Die „spirituellen Intellektuellen“ und das New Age in Japan (= Mitteilungen der Gesellschaft für Natur- und Völkerkunde Ostasiens e.V. Hamburg. Bd. 133). Gesellschaft für Natur- und Völkerkunde Ostasiens, Hamburg 2000, ISBN 3-928463-68-3 (Zugleich: Berlin, Freie Universität, Dissertation, 1999).

### Artikel
- „Material Religion and Artificial Intelligence“.[4] In: Material Religion. The Journal of Objects, Art and Belief, 2021. Ausgabe 4.
- „The Materialities of AI Belief at the Futurium, Berlin“.[5] In: Material Religion. The Journal of Objects, Art and Belief, 2021. Ausgabe 2.

### Herausgeberschaft mit Buchbeiträgen
- mit John Nelson: Handbook of Contemporary Japanese Religions (= Brill Handbooks on Contemporary Religion. 6). Brill, Leiden u. a. 2012, ISBN 978-90-04-23435-2.
- mit Hildegard Piegeler und  Stefan Rademacher (Hrsg.): Gelebte Religionen. Untersuchungen zur sozialen Gestaltungskraft religiöser Vorstellungen und Praktiken in Geschichte und Gegenwart. Festschrift für Hartmut Zinser zum 60. Geburtstag. Königshausen und Neumann, Würzburg 2004, ISBN 3-8260-2768-X.
- mit Hartmut Zinser: Zen, Reiki und Karate. Japanische Religiosität in Europa (= Bunka Wenhua. Tübinger ostasiatische Forschungen. 2). Lit, Münster u. a. 2002, ISBN 3-8258-4664-4.